# بیانکا سیرا
بیانکا سیرا (انگلیسی: Bianca Sierra؛ زادهٔ ۲۵ ژوئن ۱۹۹۲) بازیکن فوتبال اهل ایالات متحده آمریکا است.
از باشگاه‌هایی که در آن بازی کرده‌است می‌توان به بوستون بریکرز و واشینگتن اسپیریت اشاره کرد.
وی همچنین در تیم‌های ملی فوتبال زیر 20 سال زنان مکزیک و زنان مکزیک بازی کرده‌است.